# تفجير السفارة الإيرانية في بيروت
تفجير السفارة الإيرانية في بيروت  هو تفجير انتحاري مزدوج وقع أمام السفارة الإيرانية في بيروت يوم 19 تشرين الثاني 2013. التفجيران قتلا 23 شخصًا وجرحا 160 شخصًا آخرين. ذكرت وسائل إعلام إيرانية أن الملحق الثقافي الإيراني في لبنان إبراهيم الأنصاري قد قتل في التفجير.

## ردود الفعل

### المحلية
- حزب الله: عقد حزب الله جنازة عامة واجتماع حاشد في بيروت في اليوم الذي تلى الهجوم. ووعد نائب أمين عام حزب الله نعيم قاسم على مواصلة دعم الحكومة السورية، قائلا إن الهجمات في لبنان كانت «ألم لا مفر منه في طريق النصر»، بينما هتف المشيعون «الموت لأمريكا وإسرائيل والتكفيريين».[2]

### الدولية
- إيران: المتحدت باسم وزارة الخارجية الإيرانية مرضية أفخم، ألقى اللوم على إسرائيل بقيامها بالعملية، حيث وصف العملية بإنها «جريمة غير إنسانية وعمل خبيث من قبل الصهاينة ومرتزقتهم» [3]  · .[4]
- إسرائيل: نفت إسرائيل أي علاقة أو تورط لها في الهجوم.[5]
- أدان كل من مجلس أمن الأمم المتحدة وفرنسا وسوريا والولايات المتحدة تفجير السفارة الإيرانية في بيروت.[6]
- المملكة المتحدة: أدانت بريطانيا الهجوم، وقام سفيرها في لبنان توم فليتشر شخصيا بالتبرع بالدم وأعرب عن تضامنه مع المتضررين.[7]
- السعودية: أدانت السعودية التفجير[8] ودعت السعودية مواطنيها إلى مغادرة البلاد.[9]
- روسيا : أدانت بشدة تفجير السفارة الإيرانية في بيروت وطلبت بالتحقيق العاجل.
- الصين : أدانت أيضاً بشدة تفجير السفارة الإيرانية في بيروت.